# Янарташ

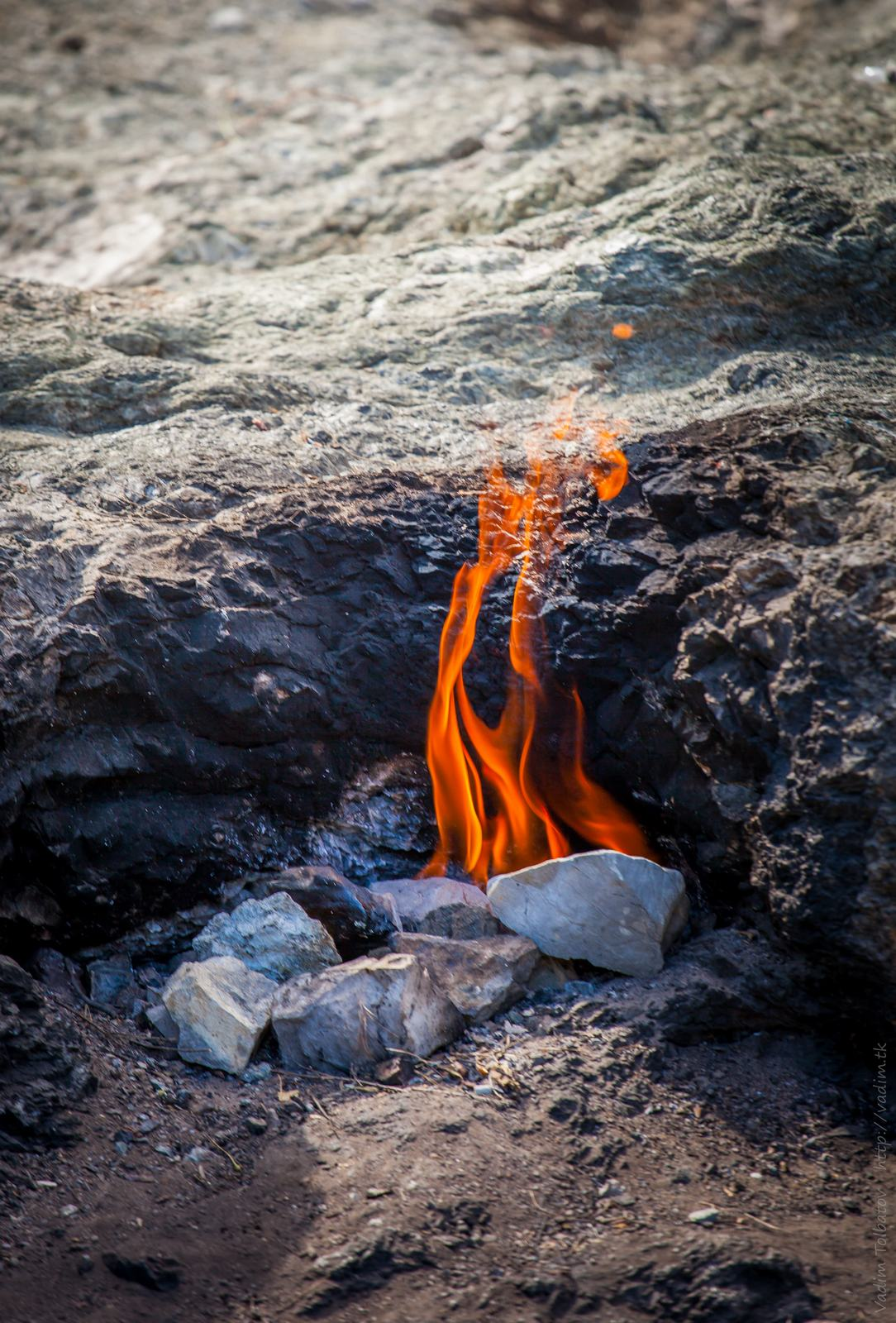
Огни Янарташа

Янарташ (тур. Yanartaş, также — Химера) — гора в иле Анталья, Турция. Известна естественным огнём, постоянно горящим на её склонах. На небольшом участке из её склона постоянно выходит природный газ. Это обычный метан, с примесью вещества, которое загорается на воздухе. Постоянно горит там несколько десятков таких факелов. Место это известно было с глубокой древности и газ горит по крайней мере последние несколько тысяч лет.
Факелы иногда меняют свою интенсивность и место горения иногда затухают, некоторые загораются вновь.
По склону течёт небольшой ручей, который порой тушит некоторые факелы.
К месту горения факелов снизу по склону идёт мощёная камнем тропа. Вход (и выход для тех, кто зашёл со стороны Улупинара) на гору платный и составляет 75 турецких лир (на апрель 2025 г.)
Предполагается, что Янарташ является горой Химера, упоминающейся в истории Ликии. По легенде греческий герой Беллерофонт, сын коринфского царя Главка — женится на дочери ликийского царя Иобата и освобождает жителей Ликии от огнедышащего чудовища Химеры. Эту Химеру он победил и зарыл как раз в этом месте на склоне и вот почему появляются огни, выходящие из-под земли.
С горы открывается панорама — заросшие красными соснами горы спускаются к самому берегу моря.